# Lake Sorell
Lake Sorell är en sjö i Australien. Den ligger i delstaten Tasmanien, i den sydöstra delen av landet, omkring 89 kilometer norr om delstatshuvudstaden Hobart. Lake Sorell ligger 802 meter över havet. Arean är 46 kvadratkilometer. Den sträcker sig 8,9 kilometer i nord-sydlig riktning, och 10,2 kilometer i öst-västlig riktning.
Omgivningarna runt Lake Sorell är huvudsakligen savann. Trakten runt Lake Sorell är nära nog obefolkad, med mindre än två invånare per kvadratkilometer. Genomsnittlig årsnederbörd är 663 millimeter. Den regnigaste månaden är november, med i genomsnitt 80 mm nederbörd, och den torraste är februari, med 38 mm nederbörd.